# Jean-Thiébaut Géhin
Pour les articles homonymes, voir Géhin.
Jean-Thiébaut Géhin, né le 3 février 1796 à Ventron, et, mort le 5 janvier 1843 à Saulxures-sur-Moselotte, est un chef d'entreprise et homme politique. Il est l'époux d'Elisabeth Mathieu et père d'Auguste et Ernest.

## Biographie
Jean-Thiébaut Géhin a débuté comme mécanicien. Il montre vite son habileté à l'ouvrage et fonde en 1825 la première filature mécanique à moteur hydraulique de Saulxures. L'usine est gérée par une société de personnes dont il est le principal actionnaire. Il a alors une trentaine d'années.
La filature alimente les deux tissages respectivement construits selon ses plans en 1828 et 1835. En 1838, il s'associe avec MB Laurent et Georges Perrin pour créer un nouveau groupe textile situé au Daval à Cornimont.
Il était alors considéré comme l'un des industriels ayant le plus contribué, en France, par la beauté de sa toile qu'il faisait fabriquer, à donner une bonne réputation aux calicots des Vosges, déjà avantageusement connus dans le commerce. En 1836, il se lance dans la politique et devient conseiller général du canton de Saulxures (jusqu'en 1839) et se fait élire maire de la commune pour les douze dernières années de sa vie.

### Son épouse
Lorsque Jean Thiébaut Géhin meurt prématurément en 1843, sa femme Elisabeth Mathieu prend en main l'administration des manufactures. Elle prend pour raison sociale « Veuve J-Th Géhin » et se retire de la société fondée en 1838 à Cornimont. La société a alors prospéré. Elle est associée à Nicolas Claude (autrefois précepteur des deux fils Géhin) qui contribue à l'ascension de l'entreprise.
Lorsqu'elle se retire, elle possède 20 000 broches, 350 métiers mécaniques. Quinze ans plus tard, l'entreprise Géhin est la plus importante de la région vosgienne avec 28 692 broches, 501 métiers mécaniques et 810 ouvriers.
La grande crise cotonnière occasionnée par la guerre de Sécession américaine, fait perdre 1 000 000 de francs à Elisabeth Géhin à la suite de la mise en faillite d'un de ses commissionnaires parisiens.
Le 26 novembre 1876, la Veuve Géhin meurt à 80 ans. Sa longue vie lui a permis de faire bâtir un château de style Louis XV que son mari avait entrepris de faire construire. Elle y résidera jusqu'à sa mort. Elle lègue à la commune de Saulxures 150 000 francs pour la création d'un hôpital et 200 000 francs pour la reconstruction de l'église paroissiale. Elle fait de Nicolas Claude (dit le sénateur Claude) son « légataire presque universel » à la suite du décès de ses deux fils.
Jean-Thiébaut Géhin et sa femme Elisabeth reposent dans la chapelle funéraire construite par cette dernière, au cimetière de Saulxures sur Moselotte.